# Guido Amrhein
Guido Amrhein (Fischingen, 8 augustus 1953) is een Zwitsers voormalig wielrenner.

## Carrière
Amrhein wist geen overwinningen te halen in zijn carrière maar werd wel twee keer derde op het Zwitserskampioenschap op de weg. Hij nam ook deel aan twee giro's en Milaan-San Remo.

## Resultaten in de voornaamste wedstrijden
| Jaar | Ronde van Italië | Ronde van Frankrijk | Ronde van Spanje |
| ---- | ---------------- | ------------------- | ---------------- |
| 1979 | 90e              |                     |                  |
| 1980 | 84e              |                     |                  |

| Jaar | Milaan-San Remo |
| ---- | --------------- |
| 1979 |                 |
| 1980 | 76e             |